# Theodor Liebknecht
Theodor Liebknecht (19. april 1870 i Leipzig – 6. januar 1948 i Altendorf i den schweiziske kanton Schwyz) var tysk socialistisk politiker. Søn af Wilhelm Liebknecht og broder til Karl Liebknecht. Han blev først politiskt aktiv efter, at broderen var blevet myrdet i 1919. I modsætning til sin bror blev han aldrig kommunist, og han meldte sig heller aldrig i SPD ( Tysklands største socialdemokratiske parti). 
Theodor Liebknecht var aktiv inden for Unabhängige Sozialdemokratische Partei Deutschlands (USPD), der var et mindre socialdemokratiske parti. Liebknecht fra formand for USPD fra 1924 til 1931. Dette år tilsluttede partiet og Liebknecht sig det nye Sozialistische Arbeiterpartei Deutschlands (SAPD). Efter nazisternes magtovertagelse i Tyskland flygtede Liebknecht til Schweiz.